# 走廊南山
走廊南山是祁連山脈七條互相平行的山脊線之中最北的一條的西段（東段接入冷龍嶺），北麓是河西走廊，南麓與第二條山脊線的托來山相夾成黑河谷地，都是祁連山脈人煙與畜牧最稠之處，狹義的「祁連山」特指走廊南山，祁連山脈同名山峰祁連峰（別稱素珠链峰，海拔5547米）即在走廊南山。走廊南山西起甘肅玉門市，東至甘肅民樂縣。素珠鍊冰川位於甘肅省肅南縣39°11′30″N 98°33′00″E / 39.19167°N 98.55000°E，八一冰川位于青海省海北藏族自治州祁连县野牛沟乡39°01′00″N 98°54′00″E / 39.01667°N 98.90000°E，走廊南山峰位於甘肅省肅南縣38°19′00″N 99°57′54″E / 38.31667°N 99.96500°E。
祁連山脈最高峰團結峰在第四條山脊線的疏勒南山，但因全山深處無人區，留下的人文記錄不及較矮的走廊南山。座落在祁連山脈的中國全国重点文物保护单位，都在走廊南山北麓，分別為文殊山石窟和马蹄寺石窟群。

## 名稱由來
走廊南山即最初的“祁连山”，“祁连”由中国汉书中的古匈奴语「撐犁」转化而来。（「撐犁」即萨满教神灵“腾格里”）意即“天”，祁连山因此而得名“天山”；又因位于河西走廊以南，故称南山，其對應的北山不屬祁連山脈，海拔亦遠遠不及。「南山」後來易名走廊南山。
唐代诗人李白的“明月出天山，苍茫云海间；长风几万里，吹度玉门关。”中之“天山”即指祁连山。《漢書》記載：祁連山“在張掖、酒泉二界上，有松柏五木，莢水萆，冬溫夏涼，宜畜牧。”有青鹿、马鹿、猞猁、雪鸡、野驴、雪豹等动物出没，有万宝山之誉。西漢時霍去病出臨洮，掃蕩匈奴後，匈奴發出悲歌：“亡我祁連山，使我六畜不蕃息；失我焉支山，使我嫁婦無顏色”。